# Awareness Muscle
Awareness Muscle er et formatkunstprojekt af Thierry Geoffroy.
Projektet Awareness Muscle har bl.a. været aktiveret i København og i Blackwood Gallery, Toronto.
Mekanismerne i værket har været de samme uanset tid og sted som følge a principperne bag formatkunst. Awareness Muscle tager udgangspunkt i en den fysiske træning som metafor for træning af deltagernes bevidsthed og evner til kritisk tænkning. 

## Eksterne kilder
- Thierry Geoffroy/Colonels officielle hjemmeside
- Billeder fra Awareness Muscle i Blackwood Gallery, Toronto